# 주식매수청구권
주식매수청구권이란 주식회사의 합병에서 합병에 반대하는 주주가 합병승인 결의 전에 회사에 대해 서면으로 결의를 반대하는 의사를 통지한 때는 승인의 결의가 이루어진 경우에도 회사에 대해 자기소유의 주식을 매수청구하는 권리이다.주식매수청구권을 행사하기 위해서는 법정기간 내에 합병에 반대하는 서면통지를 하여야 한다.

## 조문
제522조의3 (합병반대주주의 주식매수청구권) (1) 제522조제1항의 규정에 의한 결의사항에 관하여 이사회의 결의가 있는 때에 그 결의에 반대하는 주주는 주주총회전에 회사에 대하여 서면으로 그 결의에 반대하는 의사를 통지한 경우에는 그 총회의 결의일부터 20일 이내에 주식의 종류와 수를 기재한 서면으로 회사에 대하여 자기가 소유하고 있는 주식의 매수를 청구할 수 있다.

(2) 제527조의2제2항의 공고 또는 통지를 한 날부터 2주내에 회사에 대하여 서면으로 합병에 반대하는 의사를 통지한 주주는 그 기간이 경과한 날부터 20일 이내에 주식의 종류와 수를 기재한 서면으로 회사에 대하여 자기가 소유하고 있는 주식의 매수를 청구할 수 있다.

## 판례
- 분할합병계약의 승인을 위한 주주총회를 개최하면서 소수주주들에게 소집통지를 하지 않음으로 인하여 위 주주들이 주식매수청구권 행사 기회를 갖지 못하였으나, 분할합병무효의 소를 제기한 소수주주가 자신이 보유하고 있던 주식을 제3자에게 매도함으로써 그 투하자본을 이미 회수하였다고 볼 수 있고, 위 분할합병을 무효로 함으로 인하여 당사자 회사와 그 주주들에게 이익이 된다는 사정이 엿보이지 아니하는 점 등을 참작해 볼 때, 분할합병무효청구를 기각한 원심판단을 수긍한 사례[3]

## 참고 문헌
- 주식매수청구권의 요건과 절차 중소기업지원센터 머니위크 2014.02.24
- 주식매수청구 한국예탁결제원 보관됨 2015-05-18 - 웨이백 머신

## 같이 보기
- 대한민국 상법 제522조의3
- 대한민국 상법 제374조